# Platyrhacus incus
Platyrhacus incus är en mångfotingart som beskrevs av Chamberlin 1941. Platyrhacus incus ingår i släktet Platyrhacus och familjen Platyrhacidae. Inga underarter finns listade i Catalogue of Life.